# Campionato asiatico maschile di pallacanestro 2011
Il 26º Campionato Asiatico Maschile di Pallacanestro FIBA (noto anche come FIBA Asia Championship 2011) si è svolto in Cina, nella città di Wuhan, dal 15 al 25 settembre 2011.
I Campionati asiatici maschili di pallacanestro sono una manifestazione biennale tra le squadre nazionali del continente, organizzata dalla FIBA Asia. La squadra campione 2011 viene ammessa di diritto al Torneo olimpico 2012; le squadre classificate al 2º e 3º posto prenderanno parte al Torneo di Qualificazione Olimpica, che si svolgerà dal 2 all'8 luglio 2012.

## Squadre partecipanti
| Girone A - Libano - India - Malaysia - Corea del Sud | Girone B - Qatar - Uzbekistan - Taipei cinese - Iran | Girone C - Giappone - Indonesia - Siria - Giordania | Girone D - Filippine - Emirati Arabi Uniti - Bahrein - Cina |

## Sedi delle partite
| Fase                                                     | Città | Impianto           |
| -------------------------------------------------------- | ----- | ------------------ |
| Fase preliminare / Ottavi / Quarti / Semifinali / Finali | Wuhan | Wuhan Gymnasium    |
| Fase preliminare / Finali 13º-16º posto                  | Wuhan | Hongshan Gymnasium |

## Turno preliminare

### Gruppo A
| Squadra       | P.ti | G | V | P | PF  | PS  | DP  |
| ------------- | ---- | - | - | - | --- | --- | --- |
| Corea del Sud | 6    | 3 | 3 | 0 | 253 | 157 | +96 |
| Libano        | 5    | 3 | 2 | 1 | 220 | 207 | -13 |
| Malaysia      | 4    | 3 | 1 | 2 | 172 | 243 | -71 |
| India         | 3    | 3 | 0 | 3 | 188 | 226 | -38 |

| Wuhan 15 settembre 2011, ore 15:30 UTC+8 | Malaysia | 42 – 89 referto | Corea del Sud | Wuhan Gymnasium |

| Wuhan 15 settembre 2011, ore 20:00 UTC+8 | Libano | 71 – 68 referto | India | Wuhan Gymnasium |

| Wuhan 16 settembre 2011, ore 15:30 UTC+8 | Libano | 62 – 80 referto | Corea del Sud | Wuhan Gymnasium |

| Wuhan 16 settembre 2011, ore 18:00 UTC+8 | India | 67 – 71 referto | Malaysia | Hongshan Gymnasium |

| Wuhan 17 settembre 2011, ore 13:30 UTC+8 | Corea del Sud | 84 – 53 referto | India | Wuhan Gymnasium |

| Wuhan 17 settembre 2011, ore 20:00 UTC+8 | Malaysia | 59 – 87 referto | Libano | Wuhan Gymnasium |

### Gruppo B
| Squadra       | P.ti | G | V | P | PF  | PS  | DP   |
| ------------- | ---- | - | - | - | --- | --- | ---- |
| Iran          | 6    | 3 | 3 | 0 | 221 | 79  | +142 |
| Taipei cinese | 5    | 3 | 2 | 1 | 212 | 198 | +14  |
| Uzbekistan    | 4    | 3 | 1 | 2 | 136 | 225 | -89  |
| Qatar         | 3    | 3 | 0 | 3 | 94  | 161 | -67  |

| Wuhan 15 settembre 2011, ore 11:00 UTC+8 | Taipei cinese | 37 – 49 referto | Iran | Wuhan Gymnasium |

| Wuhan 15 settembre 2011, ore 18:00 UTC+8 | Qatar | 12 – 27 referto | Uzbekistan | Hongshan Gymnasium |

| Wuhan 16 settembre 2011, ore 11:00 UTC+8 | Uzbekistan | 71 – 81 referto | Taipei cinese | Wuhan Gymnasium |

| Wuhan 16 settembre 2011, ore 18:00 UTC+8 | Qatar | 4 – 40 referto | Iran | Wuhan Gymnasium |

| Wuhan 17 settembre 2011, ore 15:30 UTC+8 | Taipei cinese | 94 – 78 referto | Qatar | Wuhan Gymnasium |

| Wuhan 17 settembre 2011, ore 18:00 UTC+8 | Iran | 132 – 38 referto | Uzbekistan | Wuhan Gymnasium |

### Gruppo C
| Squadra   | P.ti | G | V | P | PF  | PS  | DP  |
| --------- | ---- | - | - | - | --- | --- | --- |
| Giappone  | 6    | 3 | 3 | 0 | 250 | 201 | +49 |
| Giordania | 5    | 3 | 2 | 1 | 247 | 209 | +38 |
| Siria     | 4    | 3 | 1 | 2 | 187 | 209 | -22 |
| Indonesia | 3    | 3 | 0 | 3 | 179 | 244 | -65 |

| Wuhan 15 settembre 2011, ore 9:00 UTC+8 | Siria | 58 – 71 referto | Giordania | Wuhan Gymnasium |

| Wuhan 15 settembre 2011, ore 13:30 UTC+8 | Giappone | 81 – 59 referto | Indonesia | Wuhan Gymnasium |

| Wuhan 16 settembre 2011, ore 9:00 UTC+8 | Indonesia | 61 – 74 referto | Siria | Wuhan Gymnasium |

| Wuhan 16 settembre 2011, ore 13:30 UTC+8 | Giordania | 87 – 92 referto | Giappone | Wuhan Gymnasium |

| Wuhan 17 settembre 2011, ore 9:00 UTC+8 | Siria | 55 – 77 referto | Giappone | Wuhan Gymnasium |

| Wuhan 17 settembre 2011, ore 18:00 UTC+8 | Giordania | 89 – 59 referto | Indonesia | Hongshan Gymnasium |

### Gruppo D
| Squadra             | P.ti | G | V | P | PF  | PS  | DP   |
| ------------------- | ---- | - | - | - | --- | --- | ---- |
| Cina                | 6    | 3 | 2 | 0 | 251 | 169 | +82  |
| Filippine           | 5    | 3 | 2 | 1 | 265 | 198 | +67  |
| Emirati Arabi Uniti | 4    | 3 | 1 | 2 | 203 | 220 | -17  |
| Bahrein             | 3    | 3 | 0 | 3 | 173 | 305 | -132 |

| Wuhan 15 settembre 2011, ore 18:00 UTC+8 | Filippine | 92 – 52 referto | Emirati Arabi Uniti | Wuhan Gymnasium |

| Wuhan 15 settembre 2011, ore 20:00 UTC+8 | Bahrein | 49 – 101 referto | Cina | Wuhan Gymnasium |

| Wuhan 16 settembre 2011, ore 20:00 UTC+8 | Filippine | 60 – 75 referto | Cina | Wuhan Gymnasium |

| Wuhan 16 settembre 2011, ore 20:00 UTC+8 | Emirati Arabi Uniti | 91 – 53 referto | Bahrein | Hongshan Gymnasium |

| Wuhan 17 settembre 2011, ore 11:00 UTC+8 | Bahrein | 71 – 113 referto | Filippine | Wuhan Gymnasium |

| Wuhan 17 settembre 2011, ore 20:00 UTC+8 | Cina | 75 – 60 referto | Emirati Arabi Uniti | Wuhan Gymnasium |

## Secondo turno

### Gruppo E
| Squadra       | P.ti | G | V | P | PF  | PS  | DP   |
| ------------- | ---- | - | - | - | --- | --- | ---- |
| Iran          | 10   | 5 | 5 | 0 | 457 | 218 | +239 |
| Corea del Sud | 9    | 5 | 4 | 1 | 419 | 301 | +118 |
| Taipei cinese | 8    | 5 | 3 | 2 | 348 | 322 | +26  |
| Libano        | 7    | 5 | 3 | 3 | 353 | 328 | +25  |
| Malaysia      | 6    | 5 | 1 | 4 | 279 | 481 | -202 |
| Uzbekistan    | 5    | 5 | 0 | 5 | 294 | 500 | -206 |

| Wuhan 19 settembre 2011, ore 9:00 UTC+8 | Malaysia | 36 – 121 referto | Iran | Wuhan Gymnasium |

| Wuhan 19 settembre 2011, ore 11:00 UTC+8 | Libano | 58 – 60 referto | Taipei cinese | Wuhan Gymnasium |

| Wuhan 19 settembre 2011, ore 13:30 UTC+8 | Corea del Sud | 106 – 57 referto | Uzbekistan | Wuhan Gymnasium |

| Wuhan 20 settembre 2011, ore 9:00 UTC+8 | Uzbekistan | 75 – 80 referto | Malaysia | Wuhan Gymnasium |

| Wuhan 20 settembre 2011, ore 13:30 UTC+8 | Iran | 76 – 45 referto | Libano | Wuhan Gymnasium |

| Wuhan 20 settembre 2011, ore 15:30 UTC+8 | Taipei cinese | 61 – 82 referto | Corea del Sud | Wuhan Gymnasium |

| Wuhan 21 settembre 2011, ore 9:00 UTC+8 | Libano | 101 – 53 referto | Uzbekistan | Wuhan Gymnasium |

| Wuhan 21 settembre 2011, ore 11:00 UTC+8 | Malaysia | 62 – 109 referto | Taipei cinese | Wuhan Gymnasium |

| Wuhan 21 settembre 2011, ore 15:30 UTC+8 | Corea del Sud | 62 – 79 referto | Iran | Wuhan Gymnasium |

### Gruppo F
| Squadra             | P.ti | G | V | P | PF  | PS  | DP   |
| ------------------- | ---- | - | - | - | --- | --- | ---- |
| Cina                | 10   | 5 | 5 | 0 | 417 | 309 | +108 |
| Filippine           | 9    | 5 | 4 | 1 | 382 | 319 | +63  |
| Giappone            | 8    | 5 | 3 | 2 | 404 | 370 | +34  |
| Giordania           | 7    | 5 | 2 | 3 | 376 | 395 | -19  |
| Siria               | 6    | 5 | 1 | 4 | 316 | 386 | -70  |
| Emirati Arabi Uniti | 5    | 5 | 0 | 5 | 326 | 442 | -116 |

| Wuhan 19 settembre 2011, ore 15:30 UTC+8 | Giordania | 64 – 72 referto | Filippine | Wuhan Gymnasium |

| Wuhan 19 settembre 2011, ore 18:00 UTC+8 | Giappone | 101 – 61 referto | Emirati Arabi Uniti | Wuhan Gymnasium |

| Wuhan 19 settembre 2011, ore 20:00 UTC+8 | Siria | 71 – 90 referto | Cina | Wuhan Gymnasium |

| Wuhan 20 settembre 2011, ore 11:00 UTC+8 | Emirati Arabi Uniti | 73 – 80 referto | Siria | Wuhan Gymnasium |

| Wuhan 20 settembre 2011, ore 18:00 UTC+8 | Filippine | 83 – 76 referto | Giappone | Wuhan Gymnasium |

| Wuhan 20 settembre 2011, ore 20:00 UTC+8 | Cina | 93 – 60 referto | Giordania | Wuhan Gymnasium |

| Wuhan 21 settembre 2011, ore 13:30 UTC+8 | Giordania | 94 – 80 referto | Emirati Arabi Uniti | Wuhan Gymnasium |

| Wuhan 21 settembre 2011, ore 18:00 UTC+8 | Siria | 52 – 75 referto | Filippine | Wuhan Gymnasium |

| Wuhan 21 settembre 2011, ore 20:00 UTC+8 | Giappone | 58 – 84 referto | Cina | Wuhan Gymnasium |

## Incontri dal 13º al 16º posto
|  | Semifinali 13º-16º posto | Semifinali 13º-16º posto | Semifinali 13º-16º posto |           |       | Finale 13º posto | Finale 13º posto | Finale 13º posto |  |
|  |                          |                          |                          |           |       |                  |                  |                  |  |
|  | India                    | India                    | 20                       |           |       |                  |                  |                  |  |
|  | India                    | India                    | 20                       |           |       |                  |                  |                  |  |
|  | Qatar                    | Qatar                    | 0                        |           |       |                  |                  |                  |  |
|  | Qatar                    | Qatar                    | 0                        |           | India | India            | 75               |                  |  |
|  |                          |                          |                          |           | India | India            | 75               |                  |  |
|  |                          |                          | Indonesia                | Indonesia | 84    |                  |                  |                  |  |
|  | Indonesia                | Indonesia                | Indonesia                | Indonesia | 84    | 85               |                  |                  |  |
|  | Indonesia                | Indonesia                |                          |           |       | 85               |                  |                  |  |
|  | Bahrein                  | Bahrein                  | 62                       |           |       | Finale 15º posto | Finale 15º posto | Finale 15º posto |  |
|  | Bahrein                  | Bahrein                  | 62                       |           |       |                  |                  |                  |  |
|  |                          |                          |                          |           |       |                  |                  |                  |  |
|  |                          |                          |                          |           |       | Qatar            | Qatar            | 0                |  |
|  |                          |                          |                          |           |       | Qatar            | Qatar            | 0                |  |
|  |                          |                          |                          |           |       | Bahrein          | Bahrein          | 20               |  |

- Il Qatar si è ritirato dalla competizione[3].

### Semifinali 13º-16º posto
| Wuhan 19 settembre 2011, ore 20:00 UTC+8 | Indonesia | 85 – 62 referto | Bahrein | Hongshan Gymnasium |

### Finale 13º posto
| Wuhan 20 settembre 2011, ore 20:00 UTC+8 | India | 75 – 84 referto | Indonesia | Hongshan Gymnasium |

## Incontri dal 9º al 12º posto
|  | Semifinali 9º-12º posto | Semifinali 9º-12º posto | Semifinali 9º-12º posto |       |                     | Finale 9º posto     | Finale 9º posto  | Finale 9º posto  |  |
|  |                         |                         |                         |       |                     |                     |                  |                  |  |
|  | Malaysia                | Malaysia                | 87                      |       |                     |                     |                  |                  |  |
|  | Malaysia                | Malaysia                | 87                      |       |                     |                     |                  |                  |  |
|  | Emirati Arabi Uniti     | Emirati Arabi Uniti     | 89                      |       |                     |                     |                  |                  |  |
|  | Emirati Arabi Uniti     | Emirati Arabi Uniti     | 89                      |       | Emirati Arabi Uniti | Emirati Arabi Uniti | 72               |                  |  |
|  |                         |                         |                         |       | Emirati Arabi Uniti | Emirati Arabi Uniti | 72               |                  |  |
|  |                         |                         | Siria                   | Siria | 76                  |                     |                  |                  |  |
|  | Uzbekistan              | Uzbekistan              | Siria                   | Siria | 76                  | 65                  |                  |                  |  |
|  | Uzbekistan              | Uzbekistan              |                         |       |                     | 65                  |                  |                  |  |
|  | Siria                   | Siria                   | 97                      |       |                     | Finale 11º posto    | Finale 11º posto | Finale 11º posto |  |
|  | Siria                   | Siria                   | 97                      |       |                     |                     |                  |                  |  |
|  |                         |                         |                         |       |                     |                     |                  |                  |  |
|  |                         |                         |                         |       |                     | Malaysia            | Malaysia         | 82               |  |
|  |                         |                         |                         |       |                     | Malaysia            | Malaysia         | 82               |  |
|  |                         |                         |                         |       |                     | Uzbekistan          | Uzbekistan       | 76               |  |

### Semifinali 9º-12º posto
| Wuhan 23 settembre 2011, ore 09:00 UTC+8 | Malaysia | 87 – 89 referto | Emirati Arabi Uniti | Hongshan Gymnasium |

| Wuhan 23 settembre 2011, ore 11:00 UTC+8 | Uzbekistan | 65 – 97 referto | Siria | Hongshan Gymnasium |

### Finale 11º posto
| Wuhan 24 settembre 2011, ore 09:00 UTC+8 | Malaysia | 82 – 76 referto | Uzbekistan | Hongshan Gymnasium |

### Finale 9º posto
| Wuhan 24 settembre 2011, ore 11:00 UTC+8 | Emirati Arabi Uniti | 72 – 76 referto | Siria | Hongshan Gymnasium |

## Fase finale
|  | Quarti di finale  | Quarti di finale  |                   |               | Semifinali      | Semifinali      |  |  | Finale            | Finale |
|  |                   |                   |                   |               |                 |                 |  |  |                   |        |
|  | 23 settembre 2011 |                   |                   |               |                 |                 |  |  |                   |        |
|  |                   |                   |                   |               |                 |                 |  |  |                   |        |
|  | Filippine         | 95                |                   |               |                 |                 |  |  |                   |        |
|  | Filippine         | 95                | 24 settembre 2011 |               |                 |                 |  |  |                   |        |
|  | Taipei cinese     | 78                |                   |               |                 |                 |  |  |                   |        |
|  | Taipei cinese     | 78                | Filippine         | 61            |                 |                 |  |  |                   |        |
|  | 23 settembre 2011 |                   | Filippine         | 61            |                 |                 |  |  |                   |        |
|  |                   | Giordania         | 75                |               |                 |                 |  |  |                   |        |
|  | Giordania         | Giordania         | 75                | 88            |                 |                 |  |  |                   |        |
|  | Giordania         |                   | 25 settembre 2011 | 88            |                 |                 |  |  |                   |        |
|  | Iran              | 84                |                   |               |                 |                 |  |  |                   |        |
|  | Iran              | 84                | Giordania         | 69            |                 |                 |  |  |                   |        |
|  | 23 settembre 2011 |                   | Giordania         | 69            |                 |                 |  |  |                   |        |
|  |                   | Cina              | 70                |               |                 |                 |  |  |                   |        |
|  | Corea del Sud     | Cina              | 70                | 86            |                 |                 |  |  |                   |        |
|  | Corea del Sud     | 24 settembre 2011 |                   | 86            |                 |                 |  |  |                   |        |
|  | Giappone          | 67                |                   |               |                 |                 |  |  |                   |        |
|  | Giappone          | 67                | Corea del Sud     | 43            | Finale 3º posto | Finale 3º posto |  |  |                   |        |
|  | 23 settembre 2011 |                   | Corea del Sud     | 43            | Finale 3º posto | Finale 3º posto |  |  |                   |        |
|  |                   | Cina              | 56                |               |                 |                 |  |  |                   |        |
|  | Libano            | Cina              | 56                | 48            | Filippine       | 68              |  |  |                   |        |
|  | Libano            |                   |                   | 48            | Filippine       | 68              |  |  |                   |        |
|  | Cina              | 68                |                   | Corea del Sud | 70              |                 |  |  |                   |        |
|  | Cina              | 68                |                   |               | 70              |                 |  |  |                   |        |
|  |                   |                   |                   |               |                 |                 |  |  | 25 settembre 2011 |        |
|  |                   |                   |                   |               |                 |                 |  |  |                   |        |

|  | Semifinali 5º-8º posto | Semifinali 5º-8º posto | Semifinali 5º-8º posto |        |      | Finale 5º posto | Finale 5º posto | Finale 5º posto |  |
|  |                        |                        |                        |        |      |                 |                 |                 |  |
|  | Taipei cinese          | Taipei cinese          | 66                     |        |      |                 |                 |                 |  |
|  | Taipei cinese          | Taipei cinese          | 66                     |        |      |                 |                 |                 |  |
|  | Iran                   | Iran                   | 98                     |        |      |                 |                 |                 |  |
|  | Iran                   | Iran                   | 98                     |        | Iran | Iran            | 87              |                 |  |
|  |                        |                        |                        |        | Iran | Iran            | 87              |                 |  |
|  |                        |                        | Libano                 | Libano | 65   |                 |                 |                 |  |
|  | Giappone               | Giappone               | Libano                 | Libano | 65   | 78              |                 |                 |  |
|  | Giappone               | Giappone               |                        |        |      | 78              |                 |                 |  |
|  | Libano                 | Libano                 | 80                     |        |      | Finale 7º posto | Finale 7º posto | Finale 7º posto |  |
|  | Libano                 | Libano                 | 80                     |        |      |                 |                 |                 |  |
|  |                        |                        |                        |        |      |                 |                 |                 |  |
|  |                        |                        |                        |        |      | Taipei cinese   | Taipei cinese   | 72              |  |
|  |                        |                        |                        |        |      | Taipei cinese   | Taipei cinese   | 72              |  |
|  |                        |                        |                        |        |      | Giappone        | Giappone        | 81              |  |

### Quarti di finale
| Wuhan 23 settembre 2011, ore 13:30 UTC+8 | Giordania | 88 – 84 referto | Iran | Hongshan Gymnasium |

| Wuhan 23 settembre 2011, ore 15:30 UTC+8 | Corea del Sud | 86 – 67 referto | Giappone | Hongshan Gymnasium |

| Wuhan 23 settembre 2011, ore 18:00 UTC+8 | Filippine | 95 – 78 referto | Taipei cinese | Hongshan Gymnasium |

| Wuhan 23 settembre 2011, ore 20:00 UTC+8 | Libano | 48 – 68 referto | Cina | Hongshan Gymnasium |

### Semifinali 5º-8º posto
| Wuhan 24 settembre 2011, ore 13:30 UTC+8 | Taipei cinese | 66 – 98 referto | Iran | Hongshan Gymnasium |

| Wuhan 24 settembre 2011, ore 18:00 UTC+8 | Giappone | 78 – 80 referto | Libano | Hongshan Gymnasium |

### Semifinali
| Wuhan 24 settembre 2011, ore 15:30 UTC+8 | Filippine | 61 – 75 referto | Giordania | Hongshan Gymnasium |

| Wuhan 24 settembre 2011, ore 20:00 UTC+8 | Corea del Sud | 43 – 56 referto | Cina | Hongshan Gymnasium |

### Finale 7º posto
| Wuhan 25 settembre 2011, ore 13:30 UTC+8 | Taipei cinese | 72 – 81 referto | Giappone | Hongshan Gymnasium |

### Finale 5º posto
| Wuhan 25 settembre 2011, ore 18:00 UTC+8 | Iran | 87 – 65 referto | Libano | Hongshan Gymnasium |

### Finale 3º posto
| Wuhan 25 settembre 2011, ore 15:30 UTC+8 | Filippine | 68 – 70 referto | Corea del Sud | Hongshan Gymnasium |

### Finale
| Wuhan 25 settembre 2011, ore 20:00 UTC+8 | Giordania | 69 – 70 referto | Cina | Hongshan Gymnasium |

## Classifica finale
| Campione d'Asia | Campione d'Asia     | Campione d'Asia | Campione d'Asia |
| --- | ------------------- | --- | --------------- |
| Cina 4 Ding, 5 Liu, 6 Zhang B., 7 Yi L., 8 Zhu, 9 Sun, 10 Zhang Z., 11 Yi J., 12 Yu, 13 Su, 14 Wang, 15 Xirelijiang, All. Bob Donewald |                     | |                 |
| Pos. | Squadra             | Formazione |                 |
| | Giordania           | Giordania4 Hussein, 5 Wright, 6 Zaghab, 7 Abuqoura, 8 Abu Ruqayah, 9 Soobzokov, 10 Daghles, 11 al-Sous, 12 Abdeen, 13 al-Khas, 14 I. Abbas, 15 Z. Abbas, All. Tab Baldwin                |                 |
| | Corea del Sud       | Corea del Sud4 Park, 5 Lee, 6 Yang D., 7 Kang, 8 Mun, 9 Kim Y., 10 Jo, 11 Yang H., 12 Kim Ju., 13 Ha, 14 O, 15 Kim Jo., All. Heo Jae                                                     |                 |
| 4. | Filippine           | Filippine4 Barroca, 5 Taulava, 6 Casio, 7 Alapag, 8 Tiu, 9 Aguilar, 10 Baracael, 11 Douthit, 12 Williams, 13 Lassiter, 14 Lutz, 15 de Ocampo, All. Rajko Toroman                         |                 |
| 5. | Iran                | Iran4 Davarpanah, 5 Davoudi, 6 Davari, 7 Kamrani, 8 Atashi, 9 Kazemi, 10 Afagh, 11 Sahakian, 12 Kardoust, 13 Sohrabnejad, 14 Bahrami, 15 Haddadi, All. Veselin Matić                     |                 |
| 6. | Libano              | Libano4 Abdel-Nour, 5 Martínez, 6 Rida, 7 Hoskin, 8 El Farkh, 9 Stephan, 10 Bitar, 11 Akl, 12 Kanaan, 13 Bawji, 14 Tabet, 15 Ibrahim, All. Sam Vincent                                   |                 |
| 7. | Giappone            | Giappone4 Matsui, 5 Takeda, 6 Sakurai, 7 Ishizaki, 8 Kashiwagi, 9 Kawamura, 10 K. Takeuchi, 11 Amino, 12 Hirose, 13 Shonaka, 14 Ōta, 15 J. Takeuchi, All. Thomas Wisman                  |                 |
| 8. | Taipei cinese       | Taiwan4 Tseng, 5 Chien, 6 Lee, 7 Mao, 8 Wu, 9 Chen S., 10 Su, 11 Chen H., 12 Lin, 13 Lu, 14 Ho, 15 Chang, All. Chou Jun-san                                                              |                 |
| 9. | Siria               | Siria4 Deeb, 5 Lubus, 6 Jlilaty, 7 al-Saman, 8 Nalbandian, 9 al-Katib, 10 Daks, 11 Osfira, 12 Abboud, 13 Gorges, 14 Kasaballi, 15 al-Hamwi, All. Goran Milijević                         |                 |
| 10. | Emirati Arabi Uniti | Emirati Arabi Uniti4 Haji, 5 Al-Braiki, 6 Ahmad, 7 Alsari, 8 Ahmed, 9 Salem, 10 Alali, 11 Alzaabi, 12 Alshabebi, 13 Banihammad, 14 Alhattawi, 15 Abdalla, All. Zoran Zupčević            |                 |
| 11. | Malaysia            | Malaysia4 Soo, 5 Lau, 6 Wee, 7 Ooi, 8 Chin, 9 Kuppusamy, 10 Batumalai, 11 Loh, 12 Ng, 13 Kuek, 14 Kwaan, 15 Chee, All. Goh Cheng-huat                                                    |                 |
| 12. | Uzbekistan          | Uzbekistan4 Šatrov, 5 Nuraliev, 6 Chabibulin, 7 Kozlov, 8 Denisov, 9 Kadirov, 10 Juginisov, 11 Zinov'ev, 12 Jachin, 13 Pereverzev, 14 Belokurov, 15 Timofeev, All. Oleg Levin            |                 |
| 13. | Indonesia           | Indonesia4 Prawiro, 5 Poediakesuma, 6 Chandra, 7 Prihantono, 8 Gerungan, 9 Dewanto, 10 Wuysang, 11 Haryoko, 12 Indrawan, 13 Gunawan, 14 Situmorang, 15 Sitepu, All. Rastafari Horongbala |                 |
| 14. | India               | India4 Amj. Singh, 5 S. Singh, 6 Koroth, 7 Mishra, 8 Shah, 9 Bhriguvanshi, 10 Amr. Singh, 11 Grewal, 12 Rai, 13 T. Singh, 14 Y. Singh, 15 J. Singh, All. Kenny Natt                      |                 |
| 15. | Bahrein             | Bahrein4 Ali, 5 al-Tawash, 6 Isa, 7 Malabes, 8 Khamis, 9 Mahri, 10 Sarhan, 11 al-Derazi, 12 Akber, 13 Mubarak, 14 Ashoor, 15 Malallah, All. Erik Rashad                                  |                 |
| 16. | Qatar               | Qatar7 Ali, 9 Turki, 10 Adam, 11 Saeed, 13 Ismail, 14 Matalkeh, 15 Salem, All. Ali Fakhroo                                                                                               |                 |